# ルーベン・モーガン＝ウィリアムズ
ルーベン・モーガン＝ウィリアムズ（Reuben Morgan-Williams、1998年2月3日 - ）は、ウェールズのラグビーユニオン選手。ユナイテッド・ラグビー・チャンピオンシップのオスプリーズに所属している。

## 経歴
オスプリーズの育成プログラムを経て、ニース・アスレチックRFCでキャリアをスタートさせた。
2016年、U20ウェールズ代表としてU20シックス・ネイションズに出場し、グランドスラム優勝を果たす。
2017年9月2日、オスプリーズにおいて、ゼブレ・パルマ戦で控えから出場し、プロ公式戦デビューを果たした。
2019年、7人制ウェールズ代表としてワールドラグビーセブンズシリーズに出場した。
2025年6月、15人制ウェールズ代表の日本遠征のメンバーに選ばれた。